# Tommie Smith
Thomas C. „Tommie” Smith (ur. 5 czerwca 1944 w Clarksville) – amerykański lekkoatleta, sprinter, mistrz olimpijski i rekordzista świata oraz futbolista.
Jego koronną konkurencją był bieg na 200 metrów. W 1967 podczas uniwersjady oraz w 1968 na igrzyskach olimpijskich w Meksyku zdobył na tym dystansie złoty medal. Uzyskał wówczas rekordowy czas 19,83 sek. W trakcie ceremonii wręczenia medali, gdy odgrywano hymn Stanów Zjednoczonych Tommie Smith oraz jego rodak John Carlos, zdobywca brązowego medalu, wznieśli w górę ręce przyodziane w czarne rękawice. Gest ten symbolizować miał solidarność z ruchem Black Power. Władze MKOl-u, a zwłaszcza jego przewodniczący Avery Brundage, uznali ich gest za zachowanie polityczne niezgodne z zasadami olimpijskimi. Smith i Carlos zostali wykluczeni z amerykańskiej ekipy olimpijskiej i zmuszeni do powrotu do kraju. Przez środowisko walczące o prawa Afroamerykanów w Stanach Zjednoczonych gest lekkoatletów uznany został za jedno z ważniejszych wydarzeń w historii ruchu.
W czasie swojej kariery sportowej Smith 11 razy poprawiał rekordy świata - 7 w konkurencjach indywidualnych (200 m, 200 m na prostej, 220 jardów) oraz 4 w sztafetach (4 x 200 m, 4 x 400 m).
Po skończeniu college'u San Jose State grał w futbol amerykański przez trzy lata na poziomie profesjonalnym w Cincinnati Bengals. Został wybrany w NFL draft w 1967, grał na pozycji wide receiver.